# Часы и времена
«Часы и времена» (англ. The Hours and Times) — фильм режиссёра и сценариста Кристофера Мюнха, рассуждение о том, что бы было, если бы Джон Леннон с Брайаном Эпштейном отправились вместе в отпуск.

## Сюжет
За несколько месяцев до наступления всемирной битломании Джон Леннон и менеджер Битлз Брайан Эпштейн вместе отправились в Барселону на четыре дня, чтобы отдохнуть. Они поехали туда, чтобы расслабиться после напряженной серии концертов, но отпуск не принёс ничего, кроме ещё большего напряжения. В фильме показаны эти четыре дня жизни героев в представлении Кристофера Мюнха.
1963 год. Джон летит в Барселону с Брайаном. Во время полёта они знакомятся со стюардессой по имени Марианна. Джон заигрывает с ней и даёт ей номер телефона своего отеля.
Джон спрашивает Брайана, как  тот относится к гей-сексу, и говорит, что иногда думает об этом, но мысль о том, что это болезненно, пугает его. Джон говорит, что считает Брайана привлекательным, но не хочет заниматься с ним сексом. Его бесит мысль, что окружающие считают их любовниками. 
В гей-баре Джон и Брайан встречают испанца по имени Хинон. Джон приглашает его в отель, где они могли бы выпить втроём. Хинон — гей, но он женат. После короткой беседы мужчина уходит. Брайан просит Мигеля, парня из обслуги отеля, заняться с ним оральным сексом, но потом говорит, что пошутил. 
Джон принимает ванну и играет на губной гармошке. Входит Брайан и садится на край ванны. Джон просит его потереть спину. Брайан не отказывается. Джон начинает целовать Брайана, который быстро раздевается и залезает в ванну. Они продолжают целоваться, но Джон внезапно вылезает из ванной и уходит. Брайан находит его курящим в постели. Джон говорит, что не сердится, но не может выразить словами то, что думает.
Звонит Марианна. Джон приглашает её. Марианна приезжает, и Брайан уходит. Марианна замечает, что Брайан расстроен. Она говорит, что видит, как они заботятся друг о друге, но думает, что Брайан доставляет Джону одни страдания. Она приносит записи Литтл Ричарда, под которые они танцуют.

## В ролях
| Актёр         | Роль     |
| ------------- | -------- |
| Дэвид Энгус   | Эпштейн  |
| Ян Харт       | Леннон   |
| Стефани Пэк   | Марианна |
| Серхио Морено | Мигель   |

## Призы и номинации
Фильм номинировался на награды и получил призы:
| Год  | Премия                   | Номинация                                      | Победил? |
| ---- | ------------------------ | ---------------------------------------------- | -------- |
| 1991 | Берлинский кинофестиваль | Приз имени Вольфганга Штаудте (Кристофер Мюнх) | Да       |
| 1992 | Кинофестиваль Санденс    | Особое признание жюри (Кристофер Мюнх)         | Да       |
| 1992 | Кинофестиваль Санденс    | Особое признание жюри (Кристофер Мюнх)         | Нет      |